# Der Narr hat sie geküßt
Der Narr hat sie geküßt ist ein deutsches Stummfilmmelodram aus dem Jahre 1918 von Richard Eichberg mit Leontine Kühnberg in der Hauptrolle.

## Handlung
Seit ihr Vater, der Varietédirektor Dorren, von seiner Frau wegen eines anderen verlassen wurde, wuchs Hedda bei ihm ohne Mutter auf. Ihr Vater hütete Hedda wie einen Schatz und schickte sie auf ein Mädchenpensionat. Nun ist sie 20 Jahre alt und kehrt ins Elternhaus zurück. Im väterlichen Varieté tritt auch der exzentrische Tänzer Ernesto auf, ein ungestümer und von sich selbst überzeugter Narr. Als dieser Hedda das erste Mal sieht, kann er nicht mehr an sich halten, reißt die junge Frau an sich und zwingt ihr einen Kuss auf. Triumphierend posaunt Ernesto heraus: „Die Königin ist beleidigt – Der Narr hat sie geküßt!“ Schockiert stößt Hedda ihn von sich und beschwert sich bei ihrem Vater, der daraufhin Ernesto und seine Tanzpartnerin entlässt. Von den Ereignissen zutiefst überwältigt, beginnt Hedda dadurch, die Erotik für sich zu entdecken und entwickelt sich allmählich zu einer Lebedame. Erst lässt sie sich mit einem Kammersänger ein, der sie jedoch rasch fallen lässt. Dann lässt sich Hedda von ihrem Vater zur Ehe mit dem Kaufmann Halden drängen. Diese Verbindung ist von Lieblosigkeit geprägt. Die Jahre ziehen ins Land …
Eines Tages kommt es erneut zu einem kleinen Zwischenfall mit einem jungen Mann, der in einem Herrenclub damit prahlt, er habe Hedda „gehabt“. Dies kommt dem Kammersänger zu Ohren, und der hat nichts eiligeres zu tun, als Heddas Gatten Halden einen anonymen Brief zu schicken, in dem er behauptet, dass seine Ehefrau ihn betrüge. Der Gatte verstößt sie, und auch ihr Vater will nichts mehr von Hedda wissen. Derart allein gelassen, verlässt sich Hedda ganz auf ihre Stimme und tritt als Sängerin auf. Doch eines Tages versagen ihre Stimmbänder… In einem Wanderzirkus trifft sie erneut auf Ernesto, der diesen mit seiner Frau Rita betreibt. Als Rita krankheitsbedingt ausfällt, soll Hedda für sie einspringen. Diese Chance nutzt Ernesto erwartungsgemäß und reißt Hedda erneut an sich. Rita kommt hinzu, und Ernesto erinnert sich seiner ehelichen Pflichten und lässt von Hedda ab. Da Hedda selbst von diesem Narren im Stich gelassen wurde, will sie nicht mehr länger leben. Sie tauscht den für eine leidenschaftliche Tanzszene mit Ernesto benötigten Theaterdolch gegen einen echten aus und lässt sich von dem ahnungslosen Ernesto auf der Bühne erstechen.

## Produktionsnotizen
Der Film entstand im Sommer 1918, passierte die Zensur im September desselben Jahres und wurde noch im selben Monat in Berlins Marmorhaus uraufgeführt. Der Vierakter besaß eine Länge von 1595 Metern. 

## Kritik
Die Neue Kino-Rundschau befand: „Richard Eichbergs feinsinnige und verständnisvolle Regiekunst verbürgt einem von ihm inszenierten Stück von vorneherein schon den Erfolg. Mit Geschmack versteht er seinen Bildern einen glänzenden Rahmen zu schaffen und mit Verständnis weiß er die Künstler zu finden, die den Bildern warmes Leben einhauchen. Leontine Kühnberg und ihr Partner Max Grünberg, im Spiel minutiös aufeinander eingestellt, führen ihre Rollen in dezenter Mäßigung durch, ohne die erotische Note ganz zu unterdrücken.“. 